# Timonius novoguineensis
Timonius novoguineensis är en måreväxtart som beskrevs av Otto Warburg. Timonius novoguineensis ingår i släktet Timonius och familjen måreväxter. Inga underarter finns listade i Catalogue of Life.